# شاسيروغ
شاسيروغ (بالإنجليزية: Chäserrugg)‏ هو أحد جبال سلسلة Churfirsten وجزء من القمة الأم هينتيروغ يقع في كانتون سانت غالن, سويسرا. يبلغ ارتفاع الجبل حوالي 2262 متر، بينما يبلغ ارتفاع نتوء الجبل 14 متر.